# Jüdischer Friedhof (Groß Freden)
Der Jüdische Friedhof Groß Freden liegt in der Gemeinde Freden (Leine) im niedersächsischen Landkreis Hildesheim. Auf dem 906 m² großen jüdischen Friedhof „An der Steingrube“ und direkt an der westlich verlaufenden Kreisstraße K 402 („Herrenkamp“) sind keine Grabsteine erhalten.

## Geschichte
Das Friedhofsgrundstück wurde vermutlich um 1890 für die Synagogengemeinde erworben und ab etwa 1900 belegt. Im Jahr 1938 wurde es von der jüdischen Gemeinde Groß Freden an die Synagogengemeinde Hildesheim verkauft. Im Sommer 1940 befand sich der Friedhof in einem ordnungsgemäßen Zustand: Er wies keine Zerstörungen auf, es waren noch 21 Grabsteine auf dem Gelände vorhanden. „Ende Dezember 1940 wurde er an die Familie Keuntje verkauft, die ihn als Kleingarten nutzte. Der Käufer verpflichtete sich u.a., die Ruhefrist von 30 Jahren einzuhalten, einige Grabstellen freizuhalten sowie Wege und Umzäunung des Friedhofs instand zu halten.“ Auf den Gräbern der Familie Franck befanden sich Ende 1943/Anfang 1944 noch Grabsteine. Am Rand des Geländes waren alle anderen Steine aufgestapelt, sie sollten an einen Steinmetz verkauft werden. Nach 1945 befanden sich noch vier Gräber mit Grabsteinen auf dem Friedhof. Außerdem waren „drei große Steinhaufen vorhanden, die von zerschlagenen Grabsteinen und Grabeinfassungen herrührten. Im Dezember 1978 verkaufte die Familie Keuntje das Friedhofsgelände, auf dem inzwischen auch die letzten Grabsteine entfernt worden waren, an den Landesverband der Jüdischen Gemeinden von Niedersachsen.“